# سیارک ۶۲۱۳
سیارک ۶۲۱۳ (به انگلیسی: 6213 Zwiers، نامگذاری:2196P-L) شش هزار و دویست و سیزدهمین سیارک کشف شده‌است که در ۲۴ سپتامبر ۱۹۶۰ کشف شد.
قدر مطلق سیارک برابر ۱۴٫۶۰ است.